# Roulette
«Roulette» (рус. Рулетка) — песня, записанная американской певицей Кэти Перри для её пятого студийного альбома Witness (2017). Композиция написана самой Перри при участии Макса Мартина и Али Пайами.

## Коммерческий успех
Несмотря на статус альбомного трека, «Roulette» занимала высокие позиции в чартах России. В чарте TopHit Top Radio Hits, датированным 25 сентября 2017 г., композиция дебютировала на 100 позиции. Через неделю «Roulette» поднялась на 73 позиции вверх и заняла 27 строчку в упомянутом рейтинге В чарте TopHit Top Russian Radio Hits, учитывающим проигрывания исключительно на территории Российской Федерации, сингл занял 23 место. Таким образом «Roulette» стала девятым самым успешным синглом певицы в России.
В чарте TopHit Moscow Hits, датированным 2 октября 2017 года, «Roulette» вернулась на 30 место. 10 июля 2017 г. песня дебютировала на 4 месте в чарте Weekly Airplay Top Hit 100 Moscow.
В рейтинге Top Radio & YouTube Hits, учитывающем проигрывания на радио и популярность песни на YouTube, композиция дебютировала сразу на 35 месте.

## Позиции в чартах

### Еженедельные чарты
| Чарт (2017)                                | Наивысшая позиция |
| ------------------------------------------ | ----------------- |
| Россия (Top Hit Radio & YouTube Hits)      | 25                |
| Россия (Top Hit Radio Hits)                | 18                |
| Россия (Top Russian Radio Hits)            | 16                |
| Россия (Weekly Airplay Top Hit 100 Moscow) | 4                 |

### Годовые чарты
| Чарт (2017)     | Позиция |
| --------------- | ------- |
| СНГ (Tophit)    | 115     |
| Россия (Tophit) | 133     |
| Чарт (2018)     | Позиция |
| СНГ (Tophit)    | 196     |
| Россия (Tophit) | 195     |